# Disophrys exornata
Disophrys exornata är en stekelart som beskrevs av Turner 1918. Disophrys exornata ingår i släktet Disophrys och familjen bracksteklar. Inga underarter finns listade i Catalogue of Life.